# Aquarius (Fernsehserie)
Aquarius ist eine US-amerikanische Thriller-Fernsehserie. Sie basiert lose auf der wahren Geschichte des Sektenführers und Verbrechers Charles Manson und den Anfängen seiner Manson Family. Die Serie besteht aus zwei Staffeln und 26 Episoden und wurde vom 28. Mai 2015 bis zum 10. September 2016 auf dem Sender NBC ausgestrahlt. Die Ausstrahlung im deutschsprachigen Raum fand ab dem 7. Januar 2016 auf Sky Atlantic HD statt.

## Inhalt
1967 beginnt LAPD-Sergeant Detective Sam Hodiak mit der Suche nach der sechzehnjährigen Emma Karn, die seit einem Partybesuch von ihren Eltern vermisst wird. Seine Ermittlungen führen ihn bald zu einer Hippie-Kommune, bestehend aus jungen Frauen und Männern, die von Charles Manson angeführt wird. Um die Gruppe auszuspionieren, beauftragt Hodiak den Undercover-Polizisten Brian Shafe, sich dort einzuschleusen. Die Ermittler entdecken dabei, dass die Kommune, von Drogen beeinflusst, immer mehr sektenartige und rassistische Züge annimmt.
Die Serie thematisiert gesellschaftliche Veränderungen und Phänomene der 1960er Jahre – Latinos und erste Frauen im LAPD, schwarze Bürgerrechtsbewegung (Black Panthers, Nation of Islam, gemischte Paare), Vietnamkrieg, sexuelle Emanzipation, Hippies und die Drogenwelle.

## Produktion und Veröffentlichung
NBC stellte gleich am ersten Tag der Ausstrahlung sämtliche 13 Episoden online zur Verfügung: Einen Monat lang ließen sich alle Folgen auf diversen On-Demand-Plattformen sowie der Webseite und der App des Senders abrufen. Im Fernsehen wurde die Serie parallel dazu im regulären Wochenrhythmus ausgestrahlt.
Trotz geringer Quoten wurde eine zweite Staffel mit erneut 13 Episoden produziert. Diese wurden ab dem 16. Juni 2016 durch NBC veröffentlicht und auch erneut auf On-Demand-Plattformen zur Verfügung gestellt; in Deutschland zunächst mit Originalton auf Sky On Demand. Ab dem 11. Oktober 2016 wurde die synchronisierte Fassung gezeigt.
Nach der Ausstrahlung der zweiten Staffel gab NBC die Einstellung der Serie bekannt.

## Besetzung und Synchronisation
Die deutsche Synchronisation der Serie erfolgte bei der Hermes Synchron GmbH, Potsdam unter Dialogregie von Andreas Pollak.
| Rolle                   | Darsteller       | Sprecher          |
| ----------------------- | ---------------- | ----------------- |
| Detective Samson Hodiak | David Duchovny   | Benjamin Völz     |
| Charles Manson          | Gethin Anthony   | Fabian Oscar Wien |
| Brian Shafe             | Grey Damon       | Nico Sablik       |
| Emma Karn               | Emma Dumont      | Sarah Alles       |
| Charmain Tully          | Claire Holt      | Nicole Hannak     |
| Grace Karn              | Michaela McManus | Victoria Sturm    |
| Ed Cutler               | Chance Kelly     | Marco Kröger      |
| Ken Karn                | Brían F. O’Byrne | Peter Reinhardt   |

## Rezeption in Deutschland
Jan Schlüter vom Branchenportal Quotenmeter.de, steht der Serie kritisch gegenüber. Er schrieb unter anderem: „Es ist schwierig, Duchovny als L.A.-Cop zu akzeptieren. Nach seinen ikonischen Rollen in «Akte X» und zuletzt «Californication» spielt der Charakterdarsteller nun den mehr oder weniger braven Ermittler, der wenig Ecken und Kanten hat, der zum Establishment gehört. Und einen Igel-Haarschnitt besitzt. Es ist leider etwas zu viel Veränderung zum geliebten Hank Moody mit seiner Matte, und mit seinen Marotten. Schade ist, dass der Charakter Sam relativ blass bleibt, konventionell und fast langweilig.“ und „Alle Themen der 60er sind präsent, alle aber nur ein bisschen, abgesehen von Charles Manson, dem Hauptantagonisten, und seiner Hippie-Kommune. Alles scheint ein bisschen zu weichgespült, zu harmlos – was angesichts der brisanten Stoffe auch negativ ausgelegt werden kann: US-Kritiker bemängeln die anfänglich harmlose Porträtierung von Charles Manson als einfachem Kommunen-Anführer (in Wahrheit kommt sein krankes Ego später in der Serie zum Vorschein). Auch das Rassismus-Thema wird nur angedeutet. Es bleibt die Vermutung: Abseits des öffentlichen Network-Fernsehens, wo gewisse Regeln eingehalten werden müssen oder wollen, wäre «Aquarius» expliziter, schnörkelloser, relevanter herübergekommen. Chance vertan, schade.“
Anna Meinecke von n-tv hatte etwas lobendere Worte übrig: „Als subtil kann man „Aquarius“ nicht bezeichnen. In den ersten Folgen der Serie wird ein Kind zum Gruppensex genötigt und ein Mann beinahe von einem anderen vergewaltigt. Doch „Aquarius“ will kein einfühlsames Drama wie „Mad Men“ sein. Im Grunde ist es eine Polizisten-Serie. Es ist die Geschichte vom alten Hasen Hodiak, seinem Partner Brian (Grey Damon), mit dem er immer wieder aneinandergerät, und der jungen Kollegin Charmain (Claire Holt). Manchmal verfolgt „Aquarius“ zu viele Handlungsstränge. Die Verschwörungstheorien um Emmas Vater Ken (Brian F. O’Byrne) drohen gerade zu Beginn der Show vom eigentlichen Verschwörer Manson abzulenken. Manchmal setzt das Format nur auf die Faszination des Kults eines gebrochenen Mannes, dessen Wahn viele Menschenleben forderte. Und manchmal werden wichtige Themen des Zeitalters wie Rassismus, Sexismus und Homophobie etwas stümperhaft in die Handlung integriert. Meistens aber überzeugt „Aquarius“ mit Spannung – und das, obwohl das Ende der Geschichte, jedenfalls was Charles Manson anbelangt, bereits bekannt ist“.

## DVD- und Blu-ray-Veröffentlichung
Eine DVD- und Blu-Ray-Box der ersten Staffel, ist beim Label NEW KSM am 23. Mai 2016 erschienen.